# Trachyliopus fuscosignatus
Trachyliopus fuscosignatus là một loài bọ cánh cứng trong họ Cerambycidae.